# Real Sociedad de Ciencias y Humanidades de Holanda

La Koninklijke Hollandsche Maatschappij der Wetenschappen (Real Sociedad de Ciencias y Humanidades de Holanda) está ubicada en el lado este del Spaarne, en el centro de Haarlem, Países Bajos. Fue establecida en 1752 y es la sociedad para las ciencias más vieja del país. La sociedad ha estado ubicada en el mismo lugar, llamada Hodshon Huis, desde 1841. Cerca de la sociedad se encuentra el Museo de Teyler, un museo muy relacionado también con la historia natural, fundado en 1784. En el 2002 la sociedad fue galardonada con el sobrenombre "Real", cuando se celebró el 250 año estudiando las ciencias.

## Historia de la sociedad y el museo
La sociedad comenzó como un club de caballeros, que se reunía en el Ayuntamiento de Haarlem, para discutir temas sobre ciencia y para promover el estudio de las artes y las ciencias. Ellos combinaron sus recursos para comprar libros y especímenes para estudiarlos, los cuales eran guardados en el ayuntamiento hasta que compraron un edificio en Grote Houstraat, donde vivía el restaurador de la colección. Bajo la dirección de Martin van Marum se estableció un museo propiamente dicho con especímenes zoológicos puestos en exhibición para el público, como precursor de la Naturalis moderna en Leiden. Van Marum también tenía un pequeño jardín para que el público lo visitara en el verano, lleno de plantas especiales ubicado en Bakkerstraat. El museo entró en crisis después de la muerte de van Marum, así que fue disuelto en 1866.

## Casa Hodshon

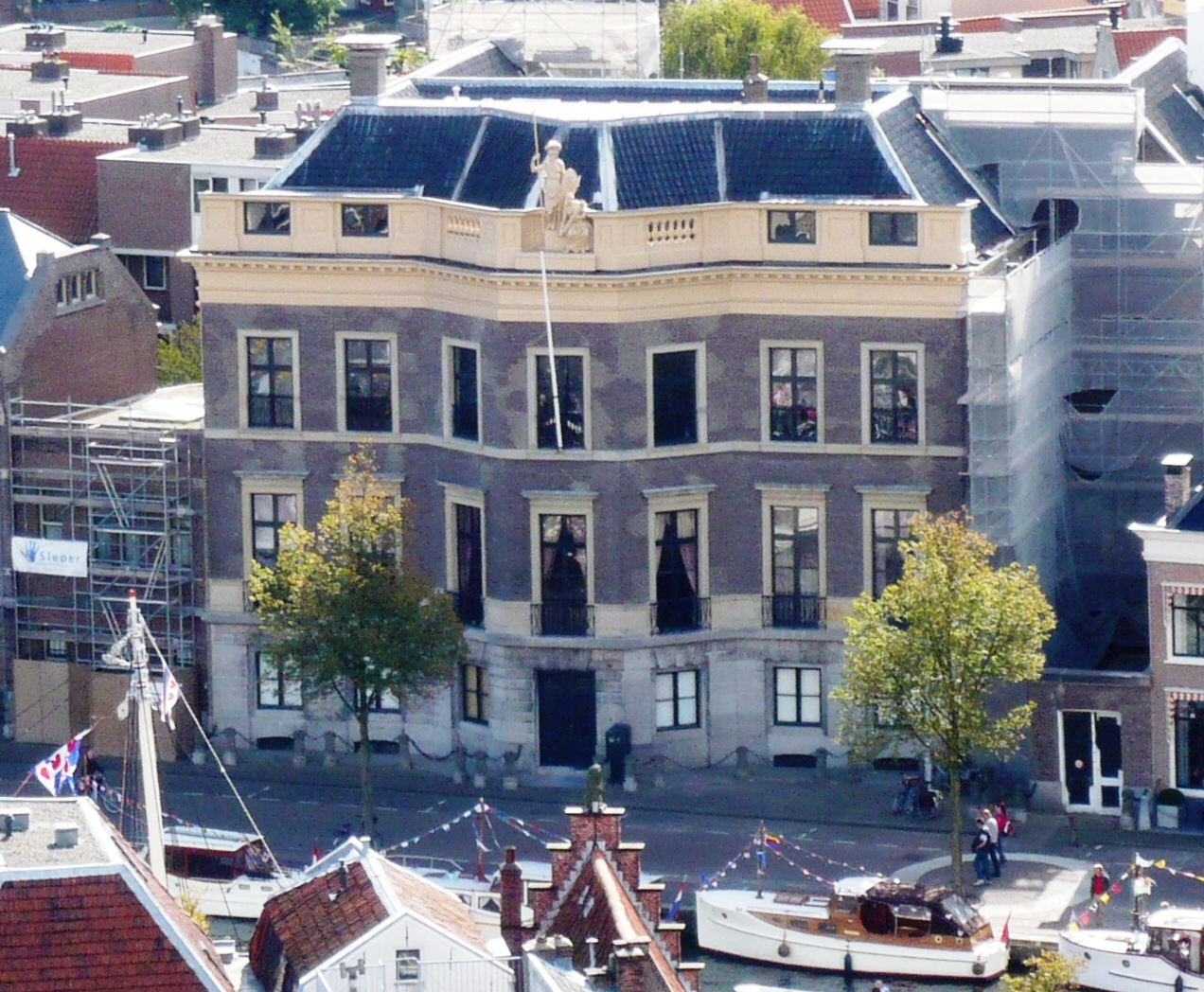
Casa de Hodshon en Haarlem.

La casa fue construida en 1794 por el arquitecto Abraham van der Hart para Catharina Cornelia Hodshon (1768-1829), una heredera rica y regente de Wijnbergshofje. Después de la muerte de Catharina la casa pasó a manos del banquero de Ámsterdam Adriaan van der Hoop y fue comprada para la sociedad en 1841. La misión original de la sociedad incluía la investigación así como la educación. Existen muchos premios, galardones e iniciativas de colaboración que son mantenidas por la sociedad. Se es miembro solo por invitación y el edificio histórico es abierto solo con cita. Hoy en día el edificio es propiedad de Vereniging Hendrick de Keyser.

## Premios
El reconocimiento de la sociedad se amplió especialmente gracias a algunos de los premios que otorga. Entre 1753 y 1917, organizó 1.206 concursos y certámenes acerca de muy diversas cuestiones científicas, que finalmente fueron abandonados en favor de la subvención económica a proyectos científicos.
En tiempos más recientes, recuperó la concesión de una buena cantidad de premios, financiados por empresas colaboradoras, entre los que cabe destacar el Premio Langerhuizen, el Premio Brower Vertrouwens, el Premio Honorario Dr. Saal van Zwanenberg, el Premio Holandés de investigación en TIC y los Premios de la Sociedad Holandesa al Talento Joven (Hollandsche Maatschappij Prijzen voor Jong Talent), entre otros más de veinte vigentes.

### Españoles premiados por la KHMW
En la edición de 2019 de los premios de la Real Sociedad de Ciencias y Humanidades al Talento Joven resultó galardonada con uno de los premios en la modalidad de Física la matemática e ingeniera física gallega Marta Pita Vidal, quien, tras formarse en la Universidade Politécnica de Cataluña y pasar por el Instituto de Tecnología de Massachusetts (MIT), en Boston, forma parte del equipo de investigación en física cuántica de Leo Kouwenhoven en la Universidad de Tecnología de Delft, en los Países Bajos. Pita Vidal había sido reconocida previamente en ese país con el premio Hendrik Casimir en la edición de 2018.